# Gigantoraptor
Gigantoraptor byl rod velkého teropodního dinosaura ze skupiny obvykle spíše menších oviraptorosauridních dinosaurů, vymykal se však mnohem většími rozměry, než měli jeho příbuzní (jako byl Oviraptor). Tento zřejmě všežravý dinosaurus žil v období svrchní křídy (asi před 70 nebo 85 miliony let) na území dnešní Číny (souvrství Iren Dabasu v údolí Erlian).

## Velikost
Dospělý gigantoraptor měřil kolem 8,6 metru na délku, až 3,5 metru na výšku a vážil kolem 1,5 - 2 tun (v případě jediné známé kostry navíc nejde o plně dospělý exemplář, materiál označovaný LH V0011 patřil asi 11letému jedinci). Jiný odhad udává hmotnost kolem 2340 kg.  Je tak zdaleka největším příslušníkem svého kladu, zhruba třikrát delším a mnohokrát těžším, než do té doby největší známý oviraptorosaur rodu Citipati. Jediný oviraptorosaur srovnatelných rozměrů byl další čínský druh Beibeilong sinensis, vědecky popsaný roku 2017. K jeho rozměrům zřejmě pomohl rapidní růst, který probíhal rychleji než u většiny ostatních forem teropodů. Je pravděpodobné, že zaživa byl tento bizarní teropod opeřený. Gigantoraptor byl objeven v dubnu roku 2005, popsán byl pak v červnu roku 2007.

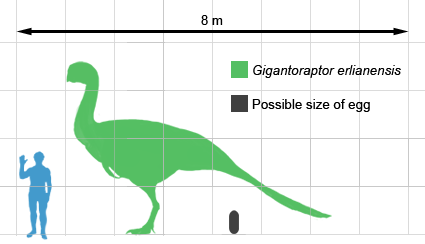
Srovnání gigantoraptora a možné velikosti jeho vejce s dospělým člověkem.

 Velmi mohutný byl také zobák a čelistní aparát tohoto dinosaura.

## Rekordní vejce
V Mongolsku a Číně jsou občas objevována vejce jakéhosi neznámého oviraptorosaura, která měřila na délku asi 45 až 61 centimetrů (poddruh Macroelongatoolithus xixianensis). Byla nalezena v podobném rozestavení, jako v hnízdech u některých dnešních ptáků. Hnízda těchto teropodních dinosaurů měla průměr až kolem tří metrů. Je možné, že tato vejce patřila právě gigantoraptorovi (resp. rodu Beibeilong nebo některému z příbuzných rodů).

## V populární kultuře
Gigantoraptor se objevuje například v dokumentárním trikovém seriálu Dinosaur Revolution z dílny (Discovery Channel, 2011). Rovněž se objevil v dokumentu Planet Dinosaur (BBC, 2011) a to v druhém (Gigantoraptor zabíjející dinosaura rodu Saurornithoides) a v šestém díle (Gigantoraptor sedící na vejcích a chránící je). Tento dinosaurus se krátce objevuje také v knize Poslední dny dinosaurů.

### Česky
- Článek na webu DinosaurusBlog (česky)

### Anglicky
- Článek o objevu (anglicky)
- Informace o objevu dinosaura (anglicky)
- Článek o objevu a popisu gigantoraptora Archivováno 28. 10. 2008 na Wayback Machine. (anglicky)
- Článek na blogu Wired (anglicky)